# ماریا ناگاناوا
ماریا ناگاناوا (انگلیسی: Maria Naganawa; ۵ اوت ۱۹۹۵ – ) صداپیشه اهل ژاپن بود. وی از سال ۲۰۰۸ میلادی تاکنون مشغول فعالیت بوده‌است.